# Harry Emanuel
Le baron Harry Emanuel de Almeda, de son vrai nom Harry Emanuel (né à Londres vers 1831, mort à Nice le 17 janvier 1898), est un bijoutier et homme politique britannique.

## Biographie
Harry Emanuel était bijoutier, joaillier, orfèvre et collectionneur à Londres, fils de Yechiel Michael ben Joel Emanuel et de Hannah Levy, époux de Rosalie Coster et héritier d'une éducation juive donnée par ses parents. Il connaissait l'histoire de Joseph d'Almeida (1716-1788), réputé dans la communauté israélite de Londres comme mélomane juif, courtier et négociant en vins à Londres. Joseph d'Almeida, établi d'abord à Cowpers Row, Crutched Friars, puis à Watford voulait aider les musiciens classiques de son époque, fut considéré par la communauté britannique comme un philanthrope. Emanuel connaissait les deux plats de mariage (datés en hébreu 1681), offerts à l'occasion du mariage à Londres de Jacob d'Almeida, fils de Joseph d'Almeida et de Sarah Nunes d'Almeida Ferreira. Les deux plats portent les armoiries de la famille d'Almeida telles que reproduites planche VI du livre Anglo-Jewish Notabilities. 
Féru de minéralogie, il est l'auteur, en 1867, d'un ouvrage sur les diamants et les pierres précieuses : Diamonds and Precious Stones. La même année, il expose à Paris
En 1874, Harry Emanuel achète le titre de baron à un homme politique portugais portant le nom de Almeida, le colonel José Maria de Sousa Macedo Almeida e Vasconcelos (en) (1787-1872), baron de Saint Comba Dão, dont Harry Emanuel modifie l'orthographe en enlevant la lettre « i ».[réf. nécessaire]
Le baron Harry Emanuel de Almeda fut nommé ministre plénipotentiaire de la République dominicaine à Paris en 1878 et exerça jusqu'en 1898. Il fut reçu dans l'ordre national de la Légion d'honneur le 19 février 1896 par le président de la République, Félix Faure. En qualité de diplomate, il a conclu entre la France et le Portugal, un traité de commerce en étant accrédité en Hollande. Grâce à lui, la République dominicaine a été dotée d'un réseau complet de télégraphes intérieurs, et reliée à l'Europe et à l'Amérique par un câble sous-marin. Il a également permis à la République dominicaine de participer à l'Exposition universelle de 1889 en rassemblant les fonds et divers matériaux. Il est à ce sujet considéré comme un homme de valeurs faisant preuve d'humanisme, tout comme l'avait été Joseph d'Almeida pour le musicien Mozart, en 1764, alors que le musicien, alors enfant, voulait visiter Londres. Harry Emanuel a également eu la volonté vis-à-vis de la République dominicaine de perpétuer le mécénat de cette famille portugaise dont il avait emprunté le nom.
Le ministre Harry Emmanuel de Almeda est mort à Nice en 1898 à l'âge de 67 ans, il repose près de son fils au cimetière juif de Balls Pond Road, à Londres. Sur sa tombe est gravé le nom de Almeda. Quant à son épouse, elle meurt le 13 juin 1904.
En 2007, l'historien américain Howard Sachar cite le baron de Almeda comme « notable juif sous la IIIe République à Paris ». On peut donc l'inscrire dans le patrimoine des Juifs d'Europe pour avoir vécu au Royaume-Uni et en France et gardant toute sa vie la nationalité britannique.